# Norino Brignola
Norino Brignola (Roma, 7 dicembre 1972) è un pilota motociclistico italiano, tre volte vincitore del campionato italiano: in Superbike nel 2005 e nel 2009, in Supersport nel 1999.

## Carriera
Brignola fa il suo esordio internazionale nel 1998 prendendo parte al Gran Premio di Misano nel campionato mondiale Supersport. In sella ad una Bimota del team Spadaro Panella, chiude la gara al diciottesimo posto. Nel 1999 è pilota titolare nel mondiale Supersport, con il team Bimota Exp. D.N.R. In occasione del Gran Premio di Monza, classificandosi quattordicesimo, ottiene i primi punti iridati. Chiude la stagione al quarantacinquesimo posto; con la stessa motocicletta è campione italiano Supersport. Nel 2000 inizia la stagione come pilota titolare per il team Lorenzini by Leoni, passando poi, come pilota sostitutivo al team Gi Motorsport. In sella alla Yamaha R6 totalizza sei punti chiudendo al trentaquattresimo posto. Nel 2001 disputa tre gare nel campionato italiano Supersport senza ottenere punti validi per la classifica.
Nel 2002, in sella ad una Suzuki GSX-R600, ottiene punti in tutte le cinque gare in calendario nell'italiano Supersport ottenendo una pole position e due piazzamenti a podio. Chiude la stagione al terzo posto. Nello stesso anno prende parte, in qualità di wild card al Gran Premio di Misano nel mondiale chiudendo al ventunesimo posto. Nel 2003, in sella ad una Kawasaki ZX-6R ottiene quindici punti e si classifica tredicesimo nel CIV Supersport. Nel 2004 disputa le ultime due gare del campionato italiano Superbike conquistando quattordici punti e classificandosi sedicesimo. Nel 2005, in forza al team Guandalini D&M porta a termine nei primi cinque classificati tutte le prove del campionato italiano Superbike vincendo il titolo tricolore con un margine di sei punti su Lucio Pedercini, anch'egli su Ducati 999. Nella stessa stagione prende parte, con lo stesso team del campionato italiano, al Gran Premio di Misano nel mondiale Superbike e successivamente, come pilota sostitutivo, il Gran Premio di Lausitzring con il team Ducati SC Caracci. Ottiene due punti e chiude al trentaseiesimo posto. Nel 2006, con lo stesso team e la stessa motocicletta della stagione precedente, è quarto nel campionato italiano ottenendo una vittoria e una pole position. Nella stessa stagione, sempre con il team Guandalini, disputa otto gare come wild card nel mondiale Superbike senza ottenere punti. Nel 2007 inizia il terzo anno consecutivo con Guandalini. Sale sul podio in tutte e sei le gare in calendario nell'italiano Superbike vincendone una. Ciononostante si classifica secondo, a dodici punti dal vincitore Marco Borciani. Nella stessa stagione disputa il Gran Premio di Vallelunga nel mondiale, senza ottenere punti.
Nel 2008 passa al team M2 Racing con cui, in sella ad una Honda CBR1000RR ottiene due vittorie (Vallelunga e Misano) e si classifica quarto nel campionato italiano Superbike. Nel 2009 torna al team Guandalini e, in sella ad una Ducati 1098R, ottiene due vittorie laureandosi campione italiano Superbike per la seconda volta. Nel 2010 passa al team Nuova M2 Racing dove utilizza la stessa moto del 2008. Ottiene un podio e chiude al settimo posto. Nel 2011 disputa tre gare con il team Suriano Racing by Boselli e una Suzuki GSX-R1000 ottenendo un punto. Nel 2012 passa al team Falaschi Racing, con la stessa motocicletta della stagione precedente, è sedicesimo nel campionato italiano Stock 1000. Nella stessa stagione prende parte, in qualità di pilota sostitutivo, a dieci gare nel mondiale Superbike. In sella alla BMW S1000RR del Grillini Progea Superbike, ottiene dieci punti classificandosi al 25º posto. Nel 2013 è pilota titolare nell'italiano Superbike. Con il team FM Moto by Gladio Corse e una BMW ottiene diciannove punti classificandosi ventesimo. Nel 2014, con la stessa motocicletta della stagione precedente, è sedicesimo nel CIV Superbike. Nel 2015 prende parte a due gare del campionato italiano con il team FullOut Suzuki senza ottenere punti. Nel 2016 disputa la gara inaugurale a Vallelunga come wild card e, in sella ad una Yamaha YZF-R1 ottiene due punti.
Negli anni successivi prende parte ad altre competizioni come la Dunlop Cup.

## Risultati in gara

### Campionato mondiale Supersport
| 1998 | Moto   |  |  |  |  |    |  |  |  |  |  |  |  | Punti | Pos. |
| ---- | ------ |  |  |  |  | -- |  |  |  |  |  |  |  | ----- | ---- |
| 1998 | Bimota |  |  |  |  | 18 |  |  |  |  |  |  |  | 0     |      |

| 1999 | Moto   |    |    |     |    |     |     |  |     |     |     |  |  | Punti | Pos. |
| ---- | ------ | -- | -- | --- | -- | --- | --- |  | --- | --- | --- |  |  | ----- | ---- |
| 1999 | Bimota | 23 | NQ | Rit | 14 | Rit | Rit |  | Rit | Rit | Rit |  |  | 2     | 45º  |

| 2000 | Moto   |    |    |    |    |    |    |     |    |  |  |  |  | Punti | Pos. |
| ---- | ------ | -- | -- | -- | -- | -- | -- | --- | -- |  |  |  |  | ----- | ---- |
| 2000 | Yamaha | 12 | 19 | 15 | 24 | 24 | 15 | Rit | 20 |  |  |  |  | 6     | 34º  |

| 2002 | Moto   |  |  |  |  |  |  |  |    |  |  |  |  | Punti | Pos. |
| ---- | ------ |  |  |  |  |  |  |  | -- |  |  |  |  | ----- | ---- |
| 2002 | Suzuki |  |  |  |  |  |  |  | 21 |  |  |  |  | 0     |      |

| Legenda | 1º posto        | 2º posto            | 3º posto           | A punti      | Senza punti        | Grassetto – Pole position Corsivo – Giro più veloce |
| Legenda | Gara non valida | Non qual./Non part. | Ritirato/Non class | Squalificato | '-' Dato non disp. | Grassetto – Pole position Corsivo – Giro più veloce |

### Campionato mondiale Superbike
| 2005 | Moto   |  |  |  |  |  |  |  |  |  |  |     |     |  |  |  |  |  |  |    |    |  |  |  |  |  |  |  |  | Punti | Pos. |
| ---- | ------ |  |  |  |  |  |  |  |  |  |  | --- | --- |  |  |  |  |  |  | -- | -- |  |  |  |  |  |  |  |  | ----- | ---- |
| 2005 | Ducati |  |  |  |  |  |  |  |  |  |  | Rit | Rit |  |  |  |  |  |  | 14 | 16 |  |  |  |  |  |  |  |  | 2     | 36º  |

| 2006 | Moto   |  |  |  |  |    |    |    |    |  |  |    |     |  |  |  |  |  |  |  |  |     |     |  |  |  |  |  |  | Punti | Pos. |
| ---- | ------ |  |  |  |  | -- | -- | -- | -- |  |  | -- | --- |  |  |  |  |  |  |  |  | --- | --- |  |  |  |  |  |  | ----- | ---- |
| 2006 | Ducati |  |  |  |  | 20 | 22 | 16 | 20 |  |  | 19 | Rit |  |  |  |  |  |  |  |  | Rit | Rit |  |  |  |  |  |  | 0     |      |

| 2007 | Moto   |  |  |  |  |  |  |  |  |  |  |  |  |  |  |  |  |  |  |  |  |  |  |     |    |  |  |  |  | Punti | Pos. |
| ---- | ------ |  |  |  |  |  |  |  |  |  |  |  |  |  |  |  |  |  |  |  |  |  |  | --- | -- |  |  |  |  | ----- | ---- |
| 2007 | Ducati |  |  |  |  |  |  |  |  |  |  |  |  |  |  |  |  |  |  |  |  |  |  | Rit | 16 |  |  |  |  | 0     |      |

| 2008 | Moto   |  |  |  |  |  |  |  |  |  |  |  |  |  |  |    |    |  |  |  |  |  |  |  |  |  |  |  |  | Punti | Pos. |
| ---- | ------ |  |  |  |  |  |  |  |  |  |  |  |  |  |  | -- | -- |  |  |  |  |  |  |  |  |  |  |  |  | ----- | ---- |
| 2008 | Yamaha |  |  |  |  |  |  |  |  |  |  |  |  |  |  | NP | NP |  |  |  |  |  |  |  |  |  |  |  |  | 0     |      |

| 2012 | Moto |  |  |  |  |  |  |  |  |  |  |  |  |  |  |    |    |    |    |    |    |  |  |    |    |    |    |    |    | Punti | Pos. |
| ---- | ---- |  |  |  |  |  |  |  |  |  |  |  |  |  |  | -- | -- | -- | -- | -- | -- |  |  | -- | -- | -- | -- | -- | -- | ----- | ---- |
| 2012 | BMW  |  |  |  |  |  |  |  |  |  |  |  |  |  |  | 17 | 19 | 13 | 17 | NP | NP |  |  | 17 | 17 | 17 | 15 | 11 | 15 | 10    | 25º  |

| Legenda | 1º posto        | 2º posto            | 3º posto           | A punti      | Senza punti        | Grassetto – Pole position Corsivo – Giro più veloce |
| Legenda | Gara non valida | Non qual./Non part. | Ritirato/Non class | Squalificato | '-' Dato non disp. | Grassetto – Pole position Corsivo – Giro più veloce |